# Myanmar National Airlines
Myanmar National Airlines ist die staatliche Fluggesellschaft Myanmars mit Sitz in Rangun und Basis auf dem Rangun International Airport. Gegründet wurde sie als Union of Burma Airways, im Dezember 1972 in Burma Airways Corporation (kurz Burma Airways) umbenannt, im April 1989 dann in Myanma Airways. Im Dezember 2014 wurde dann schließlich der jetzige (2021) Name angenommen. 

## Geschichte

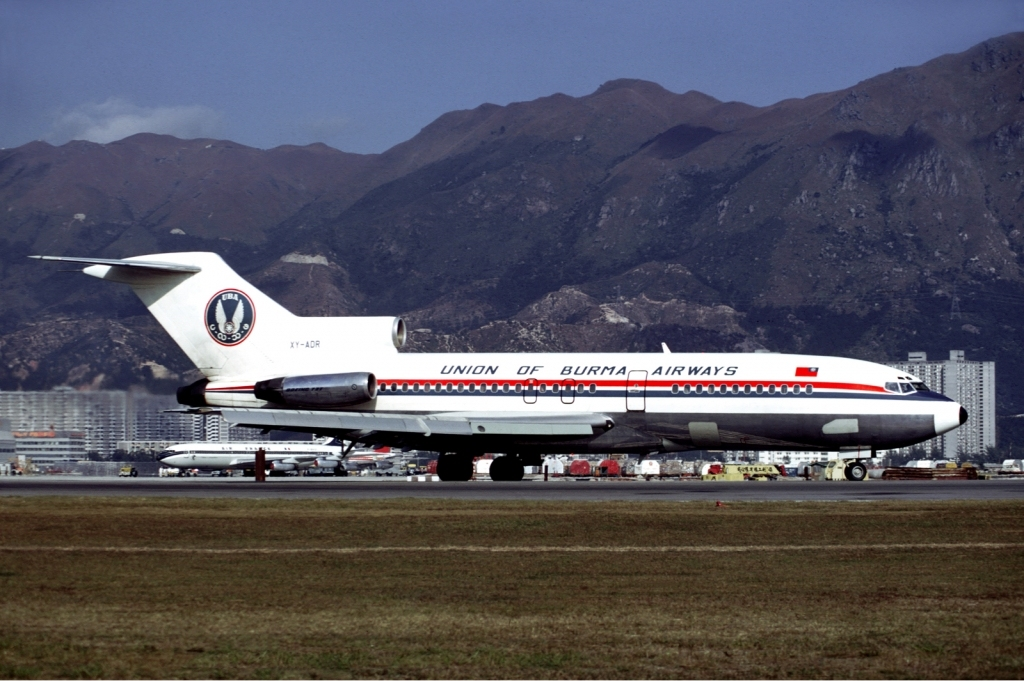
Boeing 727-100 der Union of Burma Airways im Jahr 1974

Die Fluggesellschaft hieß ursprünglich Union of Burma Airways und wurde in den 1950er-Jahren gegründet, als das Land noch 'Birma' bzw. englisch 'Burma' hieß. Sie war viele Jahrzehnte die einzige Fluggesellschaft des Landes. Anfang der 1970er-Jahre wurde sie in Burma Airways Corporation umbenannt. Mit der Änderung des Landesnamens in Myanmar im Jahr 1989 wurde die Gesellschaft in Myanma Airways umbenannt. Die vom Landesnamen abweichende Schreibung rührte daher, dass das Unternehmen die adjektivische Bezeichnung ('myanmarisch') verwendete. Im Dezember 2014 erfolgte eine weitere Umbenennung in Myanmar National Airlines.
Das Unternehmen ist vollständig im Staatsbesitz und untersteht dem Ministerium für Verkehr.
Als Joint Venture zwischen Myanmar National Airlines und singapurischen Partnern entstand im Jahr 1993 die internationale Fluggesellschaft Myanmar Airways International (MAI).

## Flugziele
Myanmar National Airlines fliegt von ihren Drehkreuzen Rangun und Mandalay, neben Zielen innerhalb Myanmars, auch China, Sinagpur und Thailand an.

## Flotte

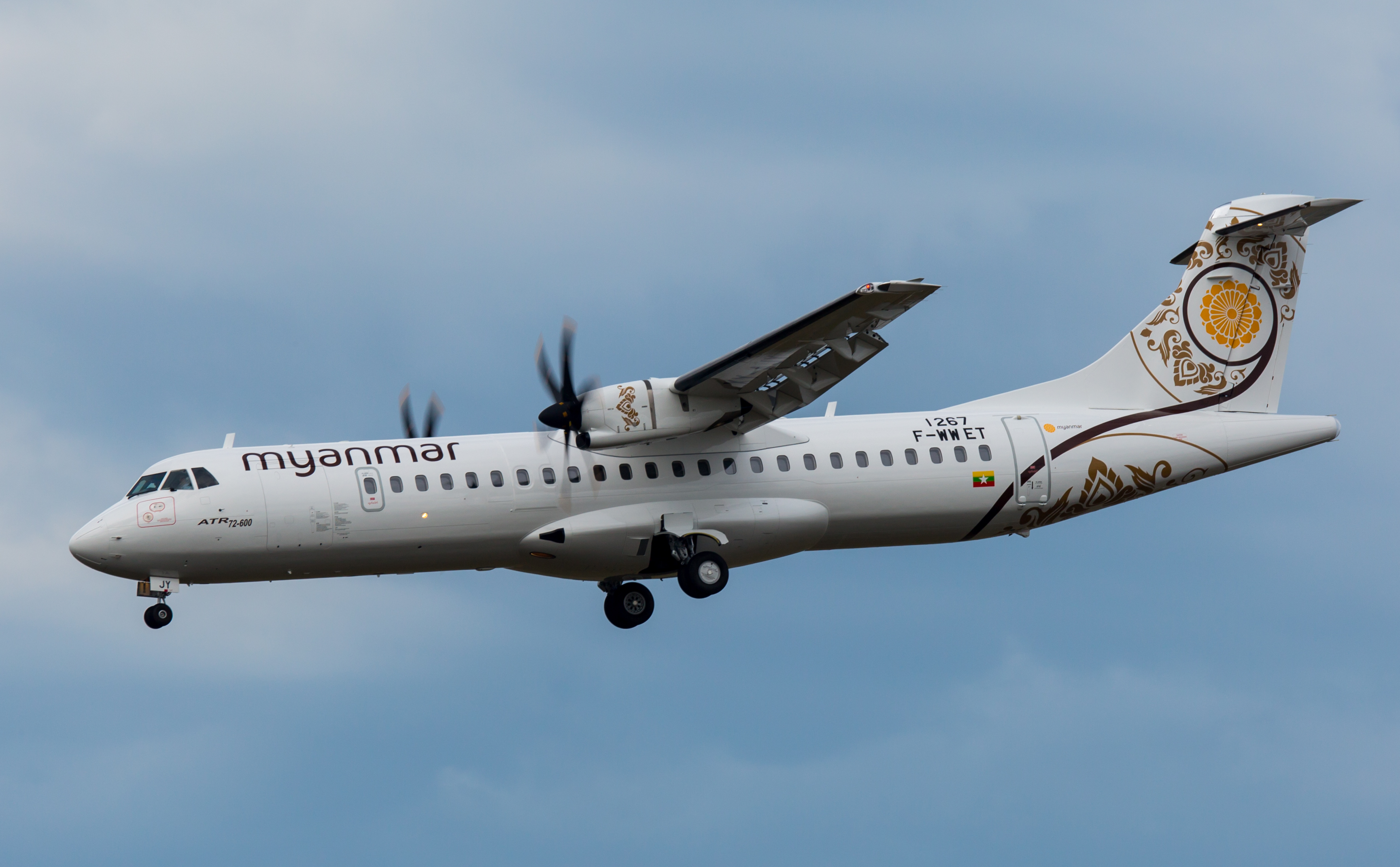
ATR 72-600 der Myanmar National Airlines

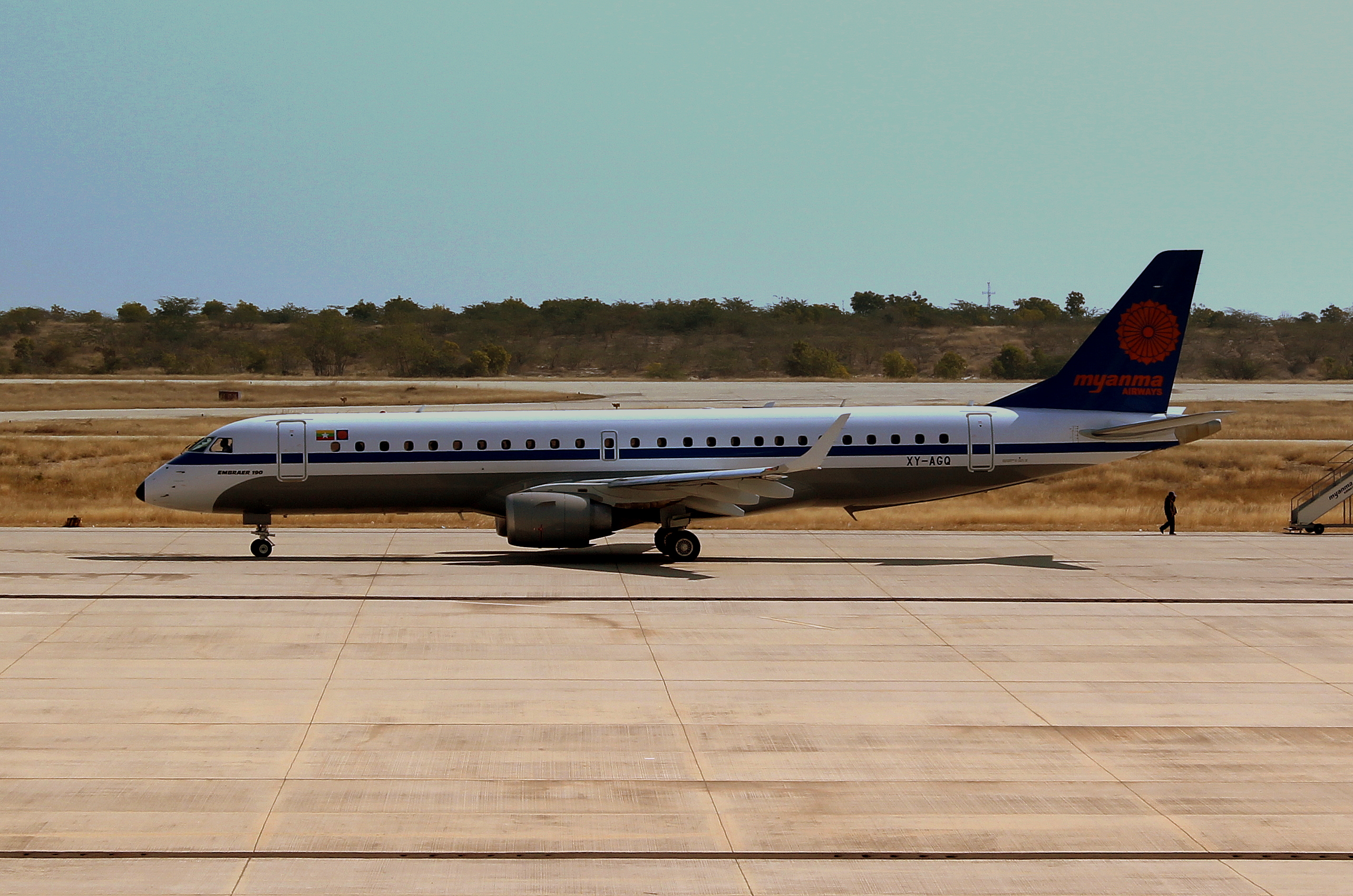
Embraer 190 der Myanmar National Airlines im alten Farbschema

### Aktuelle Flotte
Mit Stand Mai 2025 besteht die Flotte der Myanmar National Airlines aus zehn Flugzeugen mit einem Durchschnittsalter von 9,2 Jahren:
| Flugzeugtyp    | Anzahl | bestellt | Anmerkungen               | Sitzplätze (Business/Eco+/Eco) | Durchschnittsalter |
| -------------- | ------ | -------- | ------------------------- | ------------------------------ | ------------------ |
| ATR 72-600     | 08     |          | eine inaktiv              | 70 (–/–/70)                    | 8,3 Jahre          |
| Boeing 737-800 | 02     |          | mit Winglets ausgestattet | 162 (12/–/150) 164 (8/24/132)  | 12,7 Jahre         |
| Gesamt         | 10     | –        |                           |                                | 9,2 Jahre          |

### Ehemalige Flugzeugtypen

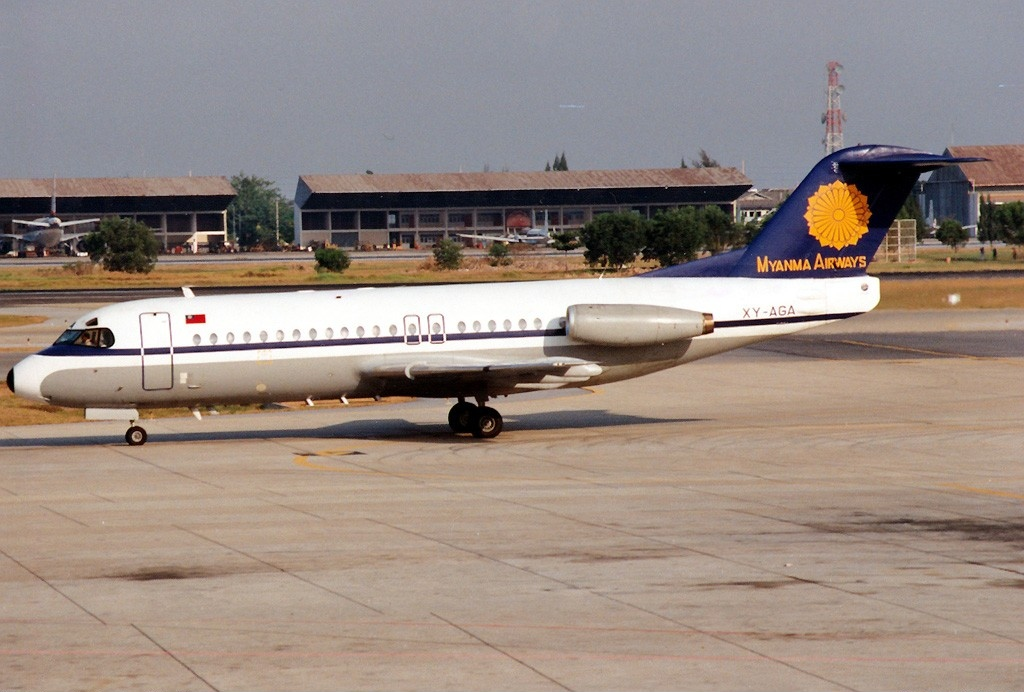
Fokker F28-4000 Fellowship der Myanma Airways

In der Vergangenheit setzte Myanmar National Airlines unter anderem folgende Flugzeugtypen ein:
- Airbus A321
- ATR 72-200
- ATR 72-500
- Beech 1900D
- Boeing 727-100
- Boeing 737-300
- Boeing 737-400
- Boeing 737-800BCF
- Boeing 757
- Cessna 208 Caravan
- De Havilland DH.104 Dove
- de Havilland Canada DHC-6 Twin Otter
- Douglas DC-3
- Embraer 190
- Fokker F-27
- Fokker F28
- Vickers Viscount
- Xi’an MA60

## Zwischenfälle
Bei dieser Gesellschaft gab es – unter ihren vier verschiedenen Namen – von 1953 bis Juli 2018 insgesamt 30 Totalschäden von Flugzeugen. Bei 20 davon kamen 376 Menschen ums Leben:
- Union of Burma Airways 10 Totalschäden von Flugzeugen, davon 5 mit 74 Todesopfern.[5]
- Burma Airways 14 Totalschäden, davon 11 mit 234 Todesopfern.[6]
- Myanma Airways 6 Totalschäden, davon 4 mit 68 Todesopfern.[7]
- Myanmar National Airlines hatte bis April 2025 noch keinen Totalschaden.[8]

Vollständige Liste:
- Am 10. Januar 1953 streifte eine Douglas DC-3/C-47B der Union of Burma Airways (Luftfahrzeugkennzeichen XY-ACL) im Endanflug auf den Flughafen von Myeik (Birma) Bäume. Die Maschine schlug 240 Meter vom Aufsetzpunkt hart auf dem Boden auf, woraufhin das rechte Triebwerk abriss. Das ausgebrochene Feuer zerstörte den vorderen Rumpf. Die örtliche Feuerwehr war unzureichend ausgerüstet. Alle 18 Insassen überlebten. Das Flugzeug wurde irreparabel beschädigt.[9]

- Am 4. August 1953 überrollte eine Handley Page Marathon 1A der Union of Burma Airways (XY-ACX) bei der Landung auf dem Flughafen von Myaungmya (Birma) das Ende der Landebahn und fing Feuer. Alle 21 Insassen, 3 Besatzungsmitglieder und 18 Passagiere, überlebten. Das Flugzeug wurde zerstört.[10]

- Am 2. September 1955 flog eine von Meiktila kommende Douglas DC-3/C-47A der Union of Burma Airways (XY-ACQ) 45 Kilometer östlich des Zielflughafens Lanywa (Birma) in den Berg Mount Popa. Alle 9 Insassen, 3 Besatzungsmitglieder und 6 Passagiere, wurden getötet. Das Flugzeug wurde zerstört.[11]

- Am 8. August 1956 flog eine Douglas DC-3/C-47B der Union of Burma Airways (XY-ADC) auf dem Weg von Rangun bei Thazi (Birma) in einen Berg, etwa 120 Kilometer südlich des nach Zielflughafens Mandalay. Von den 22 Insassen kamen 11 ums Leben, 3 Besatzungsmitglieder und 8 Passagiere. Das Flugzeug wurde zerstört.[12]

- Am 19. März 1957 verunglückte eine Douglas DC-3/C-47B der Union of Burma Airways (XY-ADB) beim Start vom Flughafen in Loikaw (Birma), nachdem sie mit einem Hindernis kollidiert war. Das Flugzeug fing Feuer und wurde zerstört. Alle 23 Insassen überlebten.[13]

- Am 10. Juni 1963 flog eine Douglas DC-3/C-47A der Union of Burma Airways (XY-ACS) auf dem Weg von Rangun nach Putao (Birma) in den Berg Kaolokung in China. Alle 20 Insassen, 5 Besatzungsmitglieder und 15 Passagiere, wurden getötet. Das Flugzeug wurde zerstört.[14]

- Am 25. Juni 1966 überrollte eine Fokker F-27-200 Friendship der Union of Burma Airways (XY-ADL) bei der Landung auf dem Flughafen von Moulmein (Birma) das Ende der Landebahn. Alle Insassen überlebten. Das Flugzeug wurde irreparabel beschädigt.[15]

- Am 23. Mai 1969 verloren die Piloten einer Douglas DC-3/C-47A der Union of Burma Airways (XY-ACR) im Anflug auf den Flughafen Lashio (Birma) plötzlich die Kontrolle über die Maschine. Diese stürzte aus einer Höhe von etwa 300 Metern nahezu senkrecht zu Boden. Alle 6 Insassen, 4 Besatzungsmitglieder und 2 Passagiere, kamen ums Leben. Das Flugzeug wurde zerstört. Wahrscheinlich wurde der Kontrollverlust durch ein asymmetrisches Ausfahren der Landeklappen ausgelöst.[16]

- Am 16. August 1972 stürzte eine Douglas DC-3/C-47B der Union of Burma Airways (XY-ACM) unmittelbar nach dem Start vom Flughafen Thandwe (Birma) ins Meer. Von den 31 Insassen kamen 28 ums Leben, alle 4 Besatzungsmitglieder und 24 Passagiere. Das Flugzeug wurde zerstört.[17]

- Am 24. August 1972, nur 8 Tage später, geriet eine Vickers Viscount 761D der Union of Burma Airways (XY-ADF) bei der Landung auf dem Flughafen von Sittwe (Birma) seitlich von der Landebahn ab. Die Maschine rutschte 380 Meter mit zusammengebrochenem Fahrwerk, bis sie zum Stillstand kam. Das Flugzeug wurde irreparabel beschädigt. Alle 43 Insassen überlebten.[18]

- Am 30. April 1974 wurde eine Fokker F-27-200 Friendship der Burma Airways (XY-ADM) bei der Landung auf dem Flughafen von Bassein (Birma) spät aufgesetzt. Die Maschine überrollte das Ende der Landebahn, woraufhin das Bugfahrwerk zusammenbrach. Alle 40 Insassen überlebten. Das Flugzeug wurde irreparabel beschädigt.[19]

- Am 8. September 1977 kollidierte eine de Havilland Canada DHC-6-300 Twin Otter der Burma Airways (XY-AEH) mit dem Berg Loi Hsam Hsao. Die Maschine befand sich auf dem Flug von Mong Hsat nach Keng Tung. Alle 25 Insassen, 3 Besatzungsmitglieder und 22 Passagiere, wurden getötet.[20]

- Am 25. März 1978 verlor eine Fokker F-27-200 Friendship der Burma Airways (XY-ADK) nach dem Start vom Flughafen Rangun (Birma) an Höhe. Sie streifte Bäume 16 Kilometer nördlich des Flughafens und stürzte in ein Reisfeld. Alle 48 Insassen, 4 Besatzungsmitglieder und 44 Passagiere, kamen ums Leben. Das Flugzeug wurde zerstört.[21]

- Am 26. August 1978 stürzte eine de Havilland Canada DHC-6-300 Twin Otter der Burma Airways (XY-AEI) auf dem Flug nach Bagan kurz nach dem Start vom Flugplatz Papun aus 120 Meter Höhe ab. Alle 14 Insassen, 3 Besatzungsmitglieder und 11 Passagiere, kamen ums Leben.[22]

- Am 3. Oktober 1978 verloren bei einer Fokker F-27-600 Friendship der Burma Airways (XY-ADY) nach dem Start vom Flughafen Mandalay-Chanmyathazi (Birma) beide Triebwerke an Leistung. Es wurde eine Notlandung auf einer Sandbank des Flusses Irrawaddy durchgeführt. Von den 44 Insassen überlebten 42, je ein Besatzungsmitglied und ein Passagier wurden getötet. Das Flugzeug wurde irreparabel beschädigt.[23]

- Am 19. August 1980 verunglückte eine Fokker F-27 Friendship 400 der Burma Airways (XY-ADO) bei der Landung auf dem Flughafen von Mawlamyaing (früher Moulmein) (Birma). Alle vier Crewmitglieder und 24 Passagiere überlebten.[24]

- Am 7. Juni 1981 geriet eine Fokker F-27-400 Friendship der Burma Airways (XY-ADN) bei der Landung auf dem Flughafen von Thandwe (Birma) von der Landebahn ab, die durch Starkregen sehr nass war. Das Flugzeug wurde irreparabel beschädigt. Alle vier Besatzungsmitglieder, die einzigen Insassen, überlebten.[25]

- Am 12. August 1982 kollidierte eine de Havilland Canada DHC-6-300 Twin Otter der Burma Airways (XY-AEB) bei Mindat während eines Sturms mit einem Hügel. Alle 8 Insassen, 3 Besatzungsmitglieder und 5 Passagiere, kamen ums Leben.[26]

- Am 8. Oktober 1983 kam es bei einer de Havilland Canada DHC-6-300 Twin Otter der Burma Airways (XY-AEE) kurz nach dem Start vom Flugplatz Lonkin zum Ausfall des linken Triebwerks. Das Flugzeug kollidierte mit Bäumen auf einem Hügel und stürzte ab. Die Maschine befand sich auf dem Flug nach Myitkyina. Von den 14 Insassen kamen 9 (alle 3 Besatzungsmitglieder sowie 6 der 11 Passagiere) ums Leben.[27]

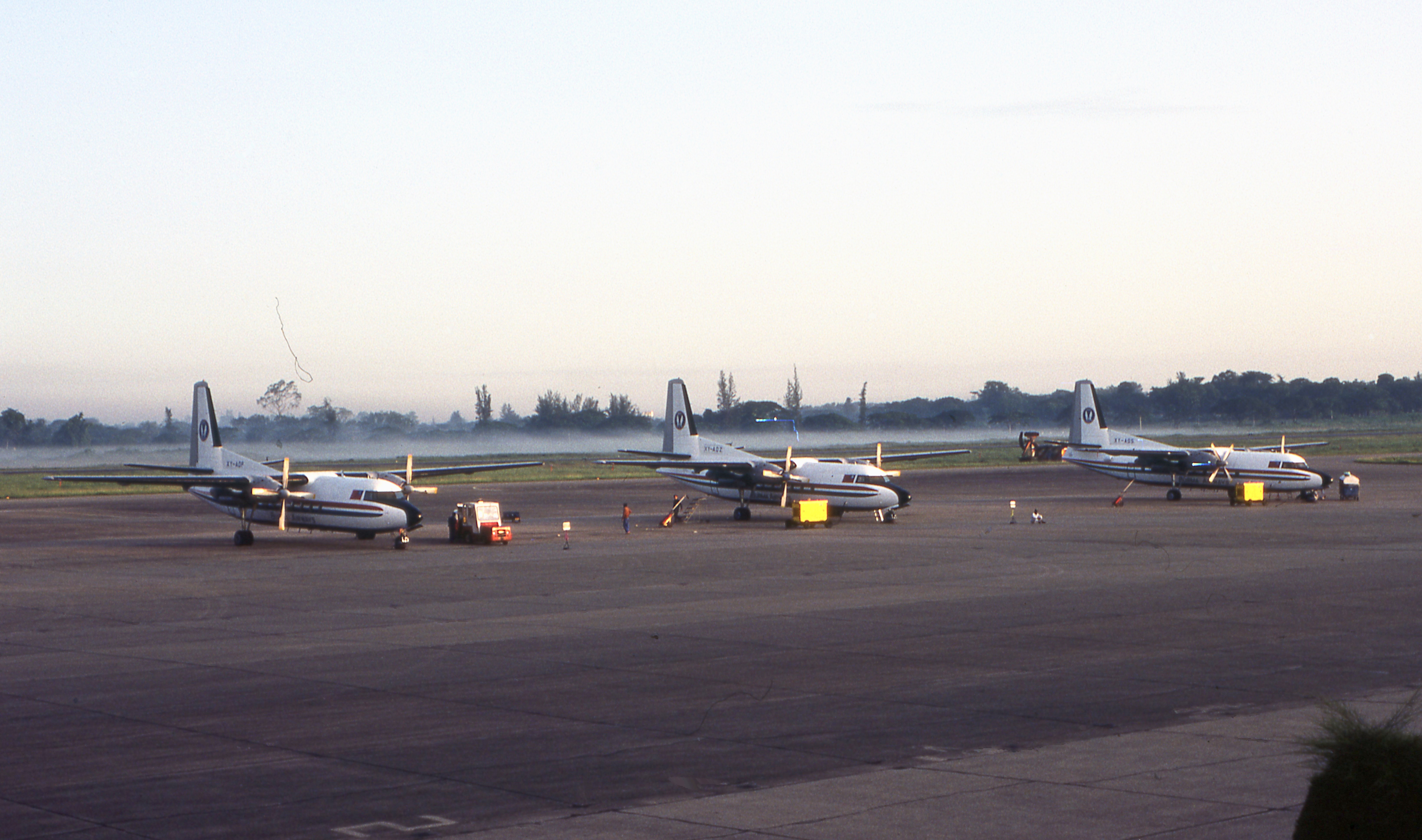
Drei Fokker F-27 Friendship, von denen die rechte (XY-ADS) 1985 und die linke (XY-ADP) 1987 verunglückten.

- Am 12. Oktober 1985 überflog eine Fokker F-27-600 Friendship der Burma Airways (XY-ADS) im Anflug auf den Flughafen von Putao (Birma) die Landebahn, drehte scharf nach rechts und schlug knapp zwei Kilometer hinter der Landebahn in flachem Gelände auf. Alle 4 Insassen des Frachtfluges, die beiden Besatzungsmitglieder und 2 Passagiere, kamen ums Leben. Das Flugzeug wurde zerstört.[28]

- Am 21. Juni 1987 flog eine Fokker F-27-200 Friendship der Burma Airways (XY-ADP) etwa 15 Minuten nach dem Start vom Flughafen Heho (Birma) in einen 2500 Meter hohen Berg. Die Unfallstelle lag rund 24 Kilometer südöstlich von Hopong. Alle 45 Insassen, 4 Besatzungsmitglieder und 41 Passagiere, wurden getötet. Das Flugzeug wurde zerstört.[29]

- Am 11. Oktober 1987 wurde eine weitere Fokker F-27-500 Friendship der Burma Airways (XY-AEL) beim Anflug auf den  Flughafen Rangun (Birma) in einen 460 Meter hohen Hügel 25 Kilometer südlich von Hpa-an geflogen. Bei diesem CFIT (Controlled flight into terrain) wurden alle 49 Insassen, 4 Besatzungsmitglieder und 45 Passagiere, getötet. Das Flugzeug wurde zerstört. Nur knapp 4 Monate zuvor waren bei einem ähnlichen Unfall der Burma Airways 45 Menschen getötet worden.[30]

- Am 16. Juni 1988 wurde eine Fokker F-27-600 Friendship der Burma Airways (XY-ADQ) im Anflug auf den Flughafen von Putao (Birma) 15 Kilometer nordwestlich des Zielflughafens ins Gelände geflogen. Die Piloten des Frachtfluges hatten versucht, eine Wolkenlücke zu finden. Bei diesem CFIT (Controlled flight into terrain) wurden alle 4 Insassen, die 3 Besatzungsmitglieder und ein Passagier, getötet. Das Flugzeug wurde zerstört.[31]

- Am 3. Februar 1989 flog eine Fokker F-27-600 Friendship der Burma Airways (XY-AEK) beim Start vom Flughafen Rangun in eine Nebelbank ein. Die Maschine drehte nach links, kollidierte 150 Meter links vom Startbahnende mit einem Baum und flog in einem Winkel von nur 3 Grad in den Boden. Das Flugzeug fing Feuer und wurde zerstört. Dabei wurden 26 der 29 Insassen getötet, 3 Besatzungsmitglieder und 23 Passagiere.[32]

- Am 6. Oktober 1993 überrollte eine Fokker F-27-600 Friendship der Myanma Airways (XY-AEP) bei der Landung auf dem Flughafen Rangun das Ende der Landebahn um 80 Meter und kam am Ufer eines kleinen Flusses zum Stehen. Das Flugzeug wurde irreparabel beschädigt. Alle 45 Insassen überlebten.[33]

- Am 24. Juli 1996 geriet eine Fokker F-27-600 Friendship der Myanma Airways (XY-AET) im Endanflug auf den Flughafen von Myeik (Myanmar) in eine Böenwalze und starken Niederschlag. Die Maschine verlor rapide an Höhe und setzte 240 Meter vor der Landebahn auf. In einer mit Schotter belegten, geplanten Landebahnverlängerung fiel sie in eine 8 Meter breite, gut einen Meter tiefe Ausschachtung und brach auseinander. Von den 49 Insassen kamen 8  Passagiere ums Leben, alle 5 Besatzungsmitglieder und 39 Passagiere überlebten. Das Flugzeug wurde irreparabel beschädigt.[34]

- Am 27. Januar 1998 fiel bei einer Fokker F-27-600 Friendship der Myanma Airways (XY-AES) während des Starts vom Flughafen Thandwe (Myanmar) das rechte Triebwerk aus. Die Maschine brach nach rechts aus, kollidierte mit einer Böschung und fing Feuer. Bei dem Unfall wurden 16 Insassen getötet, ein Besatzungsmitglied und 15 Passagiere; die anderen 29 Insassen überlebten. Das Flugzeug wurde zerstört.[35]

- Am 24. August 1998 wurde eine Fokker F-27-600 Friendship der Myanma Airways (XY-AEN) im Anflug auf den Flughafen von Tachilek (Myanmar) drei Kilometer davor in einen 140 Meter hohen Hügel geflogen. Die Maschine kam vom Flughafen Rangun. Bei diesem CFIT (Controlled flight into terrain) wurden alle 36 Insassen getötet, 4 Besatzungsmitglieder und 32 Passagiere. Es war der zweite tödliche Flugunfall bei Myanma Airways innerhalb von 7 Monaten. Das Flugzeug wurde zerstört.[36]

- Am 2. Juli 1999 wurde eine Fokker F-27-600 Friendship der Myanma Airways (XY-AEO) im Anflug auf den Flughafen von Sittwe (Myanmar) in eine wolkenverhangene Hügelkette geflogen. Die vom Flughafen Rangun kommende Maschine verunglückte etwa 14 Kilometer östlich des Zielflughafens in einer Höhe von nur 270 Metern. Bei diesem CFIT (Controlled flight into terrain) wurden alle 8 Insassen auf dem Frachtflug getötet, die vier Besatzungsmitglieder und vier Passagiere. Das Flugzeug wurde zerstört.[37]

- Am 6. Juni 2009 setzte eine Fokker F28-4000 Fellowship der Myanma Airways (XY-ADW) bei der Landung auf dem Flughafen von Sittwe so hart auf, dass das rechte Hauptfahrwerk zusammenbrach. Die rechte Tragfläche berührte die Landebahn, woraufhin die Maschine nach rechts ausbrach und die Landebahn verließ. In der vom Flughafen Rangun kommenden Maschine wurden drei Menschen verletzt, darunter einer der Piloten. Aus den NOTAM-Informationen geht hervor, dass zu diesem Zeitpunkt am Flughafen sowohl die gesamte Landebahnbefeuerung als auch die Gleitwinkelanzeige defekt waren. Auch war die verfügbare Landebahnlänge offenbar mit 1340 Meter um etwa 500 Meter kürzer als vorher veröffentlicht. Alle 68 Insassen, 6 Besatzungsmitglieder und 62 Passagiere, überlebten. Das Flugzeug wurde irreparabel beschädigt.[38]